# Aphrophila antennata
Aphrophila antennata är en tvåvingeart som beskrevs av Alexander 1953. Aphrophila antennata ingår i släktet Aphrophila och familjen småharkrankar. Inga underarter finns listade i Catalogue of Life.